# Li Auto One

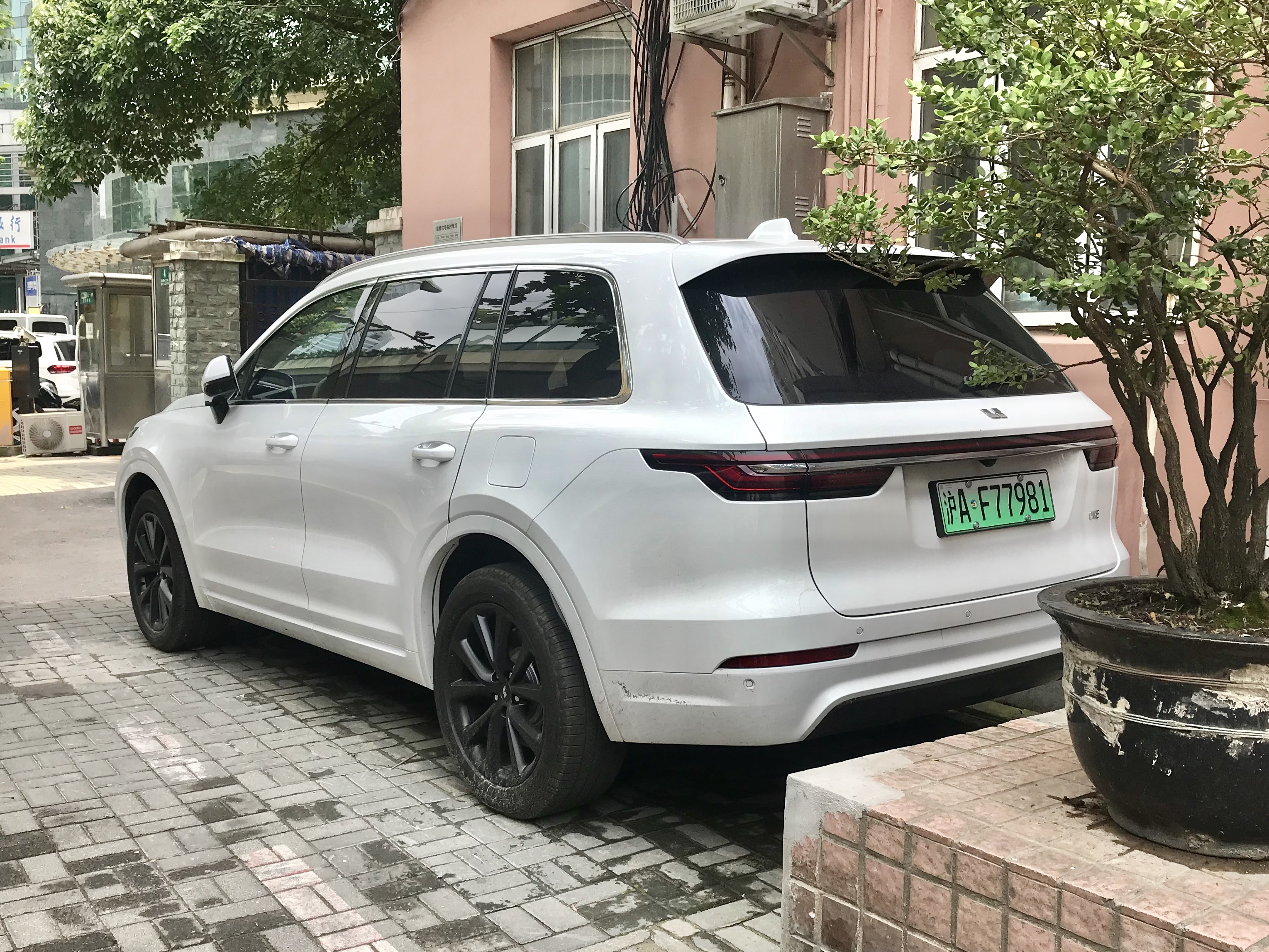
Вид сзади

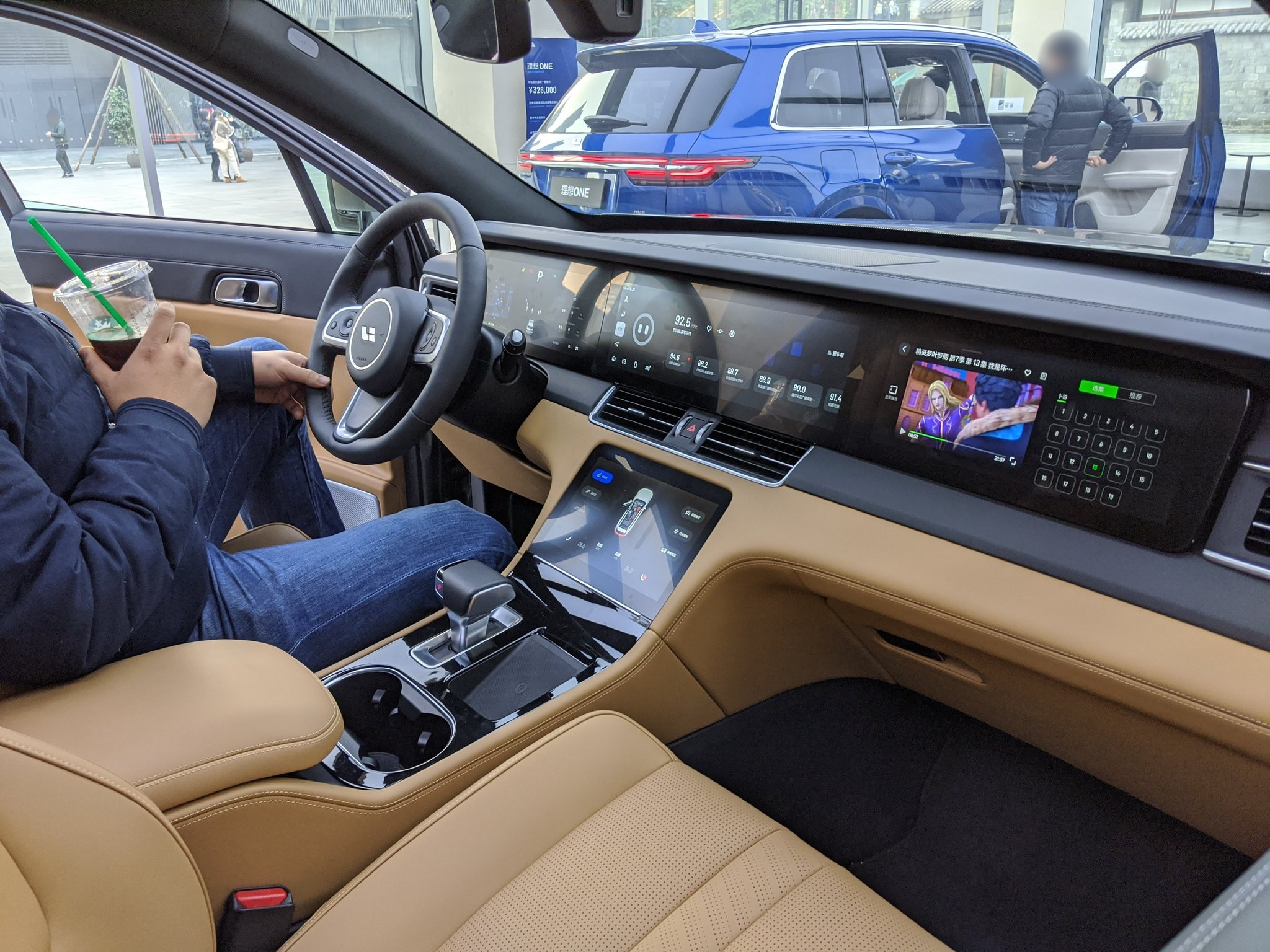
Место водителя

Li Auto One (кит. 理想 One) — среднеразмерный люксовый кроссовер, производившийся китайской компанией Li Xiang с 2019 по 2022 год, первый автомобиль компании. Вытеснен с конвейера моделью Li Auto L8.

## История
Автомобиль Li Auto One впервые был представлен в апреле 2019 года на автосалоне в Шанхае. С ноября 2019 года автомобиль выпускается в Чанчжоу. Продажи автомобиля начались в Китае в начале 2020 года. В октябре 2022 года автомобиль был снят с производства в связи с запуском новой модели Li Auto L8.

## Особенности
Li Auto One — гибридный автомобиль с двумя электродвигателями мощностью 134—188 л. с. Под капотом устанавливался 1,2-литровый трёхцилиндровый бензиновый генератор внутреннего сгорания с турбонаддувом.
Тип гибрида — последовательный, это означает, что установленный под капотом генератор (бензиновый мотор) не соединён с колёсами автомобиля, не имеет коробки передач, раздаточной коробки, карданов, а только вырабатывает электричество для питания бортовой сети, силовых установок и заряда аккумуляторной батареи.
Запас хода по циклу NEDC составляет 800 км в режиме «гибрид», а в режиме «электро» — до 180 км. По циклу WLTC показатели ниже и более приближены к показателям реальной эксплуатации. В режиме «гибрид» запас хода составляет до 650 км, а в режиме «электро» — до 150 км.
Силовая батарея имеет ёмкость 42 кВт⋅ч и заряжается от зарядки постоянного тока до 80% за 40 минут и от зарядки переменного тока до 100% за 9 часов.

## Продажи
По состоянию на 1 апреля 2021 года, было продано более 45000 единиц Li Auto One. Цена составляла 339900 юаней.
В Россию официально не поставлялся.

## Технические характеристики (1 поколение, рестайлинг)

### Общая информация
- Страна марки: Китай [12]
- Класс автомобиля: E
- Количество дверей: 5
- Количество мест: 6, 7
- Расположение руля: Левое

### Размеры
- Длина: 5020 мм
- Ширина: 1960 мм
- Высота: 1760 мм
- Колёсная база: 2935 мм
- Клиренс: 180 мм
- Размер колёс: 255/50/R20

### Объём и масса
- Объём топливного бака: 45 л
- Снаряженная масса: 2300 кг

### Трансмиссия
- Коробка передач: отсутствует
- Тип привода: полный

### Подвеска и тормоза
- Тип передней подвески: независимая, пружинная
- Тип задней подвески: независимая, пружинная
- Передние тормоза: дисковые вентилируемые
- Задние тормоза: дисковые вентилируемые

### Эксплуатационные показатели
- Максимальная скорость: 177 км/ч
- Разгон до 100 км/ч: 4.5 с

### Двигатель
- Тип двигателя: гибридный
- Расположение генератора (мотора): переднее, поперечное
- Объем двигателя: 1200 см³
- Тип наддува: турбонаддув
- Максимальная мощность генератора: 152,3 л. с. (112 кВт) при 5500 об/мин
- Суммарная мощность: 478 л. с.
- Максимальный крутящий момент: 530 Н⋅м об/мин
- Расположение цилиндров: рядное
- Количество цилиндров: 3
- Число клапанов на цилиндр: 4
- Система питания двигателя: непосредственный впрыск (прямой)

### Аккумуляторная батарея
- Запас хода на электричестве: до 150 км[13]
- Время зарядки: 40 минут — 8 часов в зависимости от зарядной станции[14]
- Ёмкость батареи: 42 кВт⋅ч[15]